# Maria Petre
Maria Petre (n. 15 august 1951, Grindu, Ialomița) este un politician român. La alegerile europarlamentare din 2007 a obținut un mandat de eurodeputat, pe lista Partidului Democrat. La începutul lunii aprilie 2009 a demisionat din PD-L, nemulțumită fiind de locul pe listă de pe care a fost desemnată să candideze la următoarele alegeri.
Odată cu aderarea României la Uniunea Europeană la 1 ianuarie 2007, Maria Petre a devenit membră cu drepturi depline a Parlamentului European, în cadrul Partidului Popular European (PPE-DE).

## Biografie
Maria Petre a obținut diploma de economistă la Academia de Studii Economice din București, apoi s-a specializat în reforma administrației publice și comerț în Statele Unite, Marea Britanie și Danemarca. Între 1975 și 1983 a lucrat ca economist pentru Consiliul Județean al PCR Ialomița. În 1986 a devenit director al Consiliului Județean al PCR, din 1990 Prefectura Ialomița, funcție pe care a deținut-o până în 1992.
După revoluția română din 1989 s-a înscris în Frontul Salvării Naționale și apoi în Partidul Democrat. La alegerile legislative din 2000 a fost aleasă senator și a reprezentat județul Ialomița în Senatul României. În septembrie 2005 Maria Petre a făcut parte din delegația română trimisă ca observator la Parlamentul European pentru perioada de preaderare. După aceea, la 1 ianuarie 2007, a devenit membră cu drepturi depline a Parlamentului European.

## Cariera profesională
- Director - Consiliul Județean Ialomița al PCR, din 1990 Prefectura Ialomița (1986-1992)
- Expert instructor - Cabinetul de organizare economico-socială Ialomița (1986)
- Șef serviciu, coordonator producție și resurse umane - Întreprinderea Construcții Montaj Ialomița (1984-1986)
- Șef al serviciului salarizare - Consiliul Județean Ialomița al PCR (1975-1983)

## Cariera politică
- Membră a Parlamentului European (din 2007 până în prezent)
- Observator în Parlamentul European - membră în Comisia pentru dezvoltare regională (2005-2006)
- Vicelider al Grupului parlamentar din Senat al Aliantei D.A. PNL - PD (2004-2006)
- Lider al Grupului parlamentar din Senat al Partidului Democrat (2003-2004)
- Președinta Organizatiei Județene Ialomița a Partidului Democrat (din 2003)
- Vicepreședinte a Biroului Permanent Național al Organizatiei Femeilor Democrate (din 2002)
- Secretar executiv al Biroului Permanent Național al Partidului Democrat (2001-2006)
- Senator al Partidului Democrat pentru județul Ialomița (din 2000-2007). În legislatura 2000-2004, Maria Petre a fost membru în grupurile parlamentare de prietenie cu Regatul Suediei și Regatul Unit al Marii Britanii și Irlandei de Nord. În legislatura 2000-2004, Maria Petre a inițiat 14 propuneri din care 6 au fost promulgate legi. În legislatura 2004-2008, Maria Petre a fost membru în grupurile parlamentare de prietenie cu Republica Peru, Republica Lituania și Republica Arabă Egipt. Maria Petre a demisionat pe data de 3 decembrie 2007 și a fost înlocuită de senatorul Tudor Panțuru.
- Vicepreședinte al Consiliului Județean Ialomița, coordonatoare a departamentelor de buget și dezvoltare locală a județului (1992-2000)